# Bogáncslepke
A bogáncslepke (Vanessa cardui) a rovarok (Insecta) osztályának lepkék (Lepidoptera) rendjébe, ezen belül a tarkalepkefélék (Nymphalidae) családjába tartozó faj.

## Előfordulása
Rokonához, az atalantalepkéhez (Vanessa atalanta) hasonlóan a vándorlepkékhez tartozik. Dél-Amerika kivételével az egész világon megtalálható. Egész Európában honos, de csak a Földközi-tenger térségében tud áttelelni, onnan rajzik minden évben északnak. Az Alpoktól északra fekvő területekről dél felé vonuló őszi példányainak egy része elpusztul; a veszteséget szaporaságával pótolja olyannyira, hogy Európa egyik leggyakoribb lepkefaja.

## Megjelenése
A bogáncslepke első szárnya 2,6–3,3 centiméter hosszú. Rajzolata alapján könnyen összetéveszthetjük a kis rókalepkével (Aglais urticae), de a bogáncslepke halványabb színű, nagyobb termetű, és gyorsabban, csapongóbban repül. További egyértelmű ismertetőjegyei, hogy a hátsó szárny szegélye egyenletesen csipkézett, közepén nincs fogszerű kiugrás, a fonákján pedig 5 kis szemfolt van. Az elülső szárny csúcsánál több fehér folt látszik. A két nem azonos színű. A hernyó feketés-barna vagy szürkészöld, világos foltokkal és sárgás tüskékkel.

## Életmódja
A különböző években eltérő mennyiségben lép fel. Vándorlepke lévén igen jól repül.
Az erdők kivételével előfordul minden olyan élőhelyen, ahol nő csalán és bogáncs. Elsősorban a hegyek és dombok meleg lejtőit, a réteket és az erdőszéleket kedveli, de kóborlása során bárhol felbukkanhat. A hegyvidékeken 2000 méterig felhatol. Szívesen látogatja a virágokat, különösen az aszatot, a bojtorjánt, a csalánt, a martilaput és a bogáncsformákat, de nyáriorgonán, valamint hullott gyümölcsökön is megfigyelhetjük.
Első példányai április végén érkeznek Dél-Európából és Észak-Afrikából. A bevándorolt nemzedéken kívül hazánkban még két nemzedéke fejlődik ki – tőlünk északra általában csak egy. Az első hazai nemzedék július-augusztusban, a második augusztus-szeptemberben repül; kedvező években harmadik nemzedéke is kifejlődhet. Mivel a bevándorlás hosszú ideig húzódik, egyes élőhelyeken gyakran egyszerre láthatók a különböző nemzedékek. Az őszi nemzedék egyedei visszavándorolnak délnek.
A nőstényék bogáncsra, csalánra és más növényekre (főleg ürömre) petéznek. Az első nemzedék hernyói június-júliusban, a másodikéi augusztus-szeptemberben rágnak. Az időszakok itt sem határolhatók el élesen, mivel nagyban függnek a lepkék bevándorlásától.

## Képek

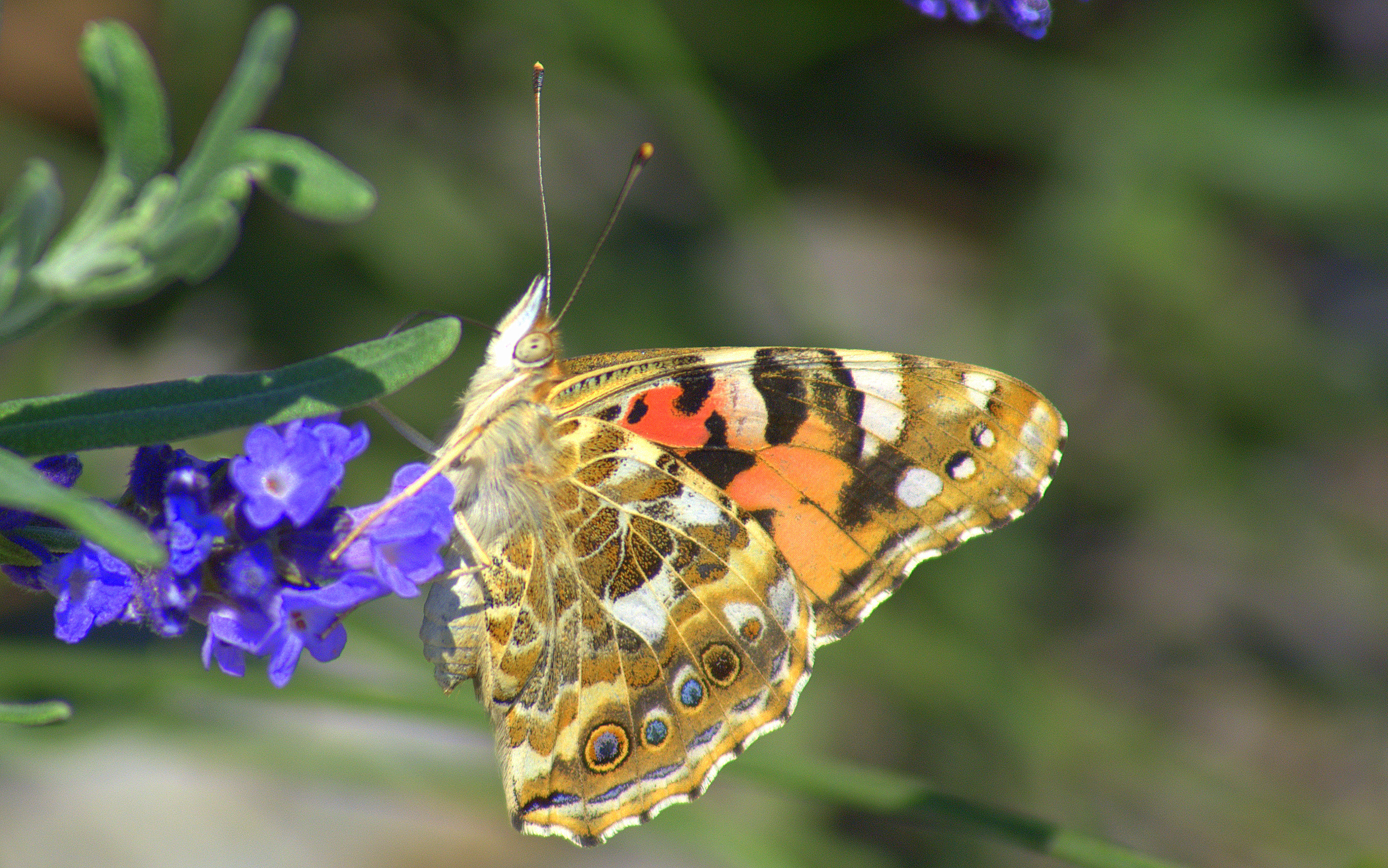
Bogáncslepke (Vecsés 2009. július)
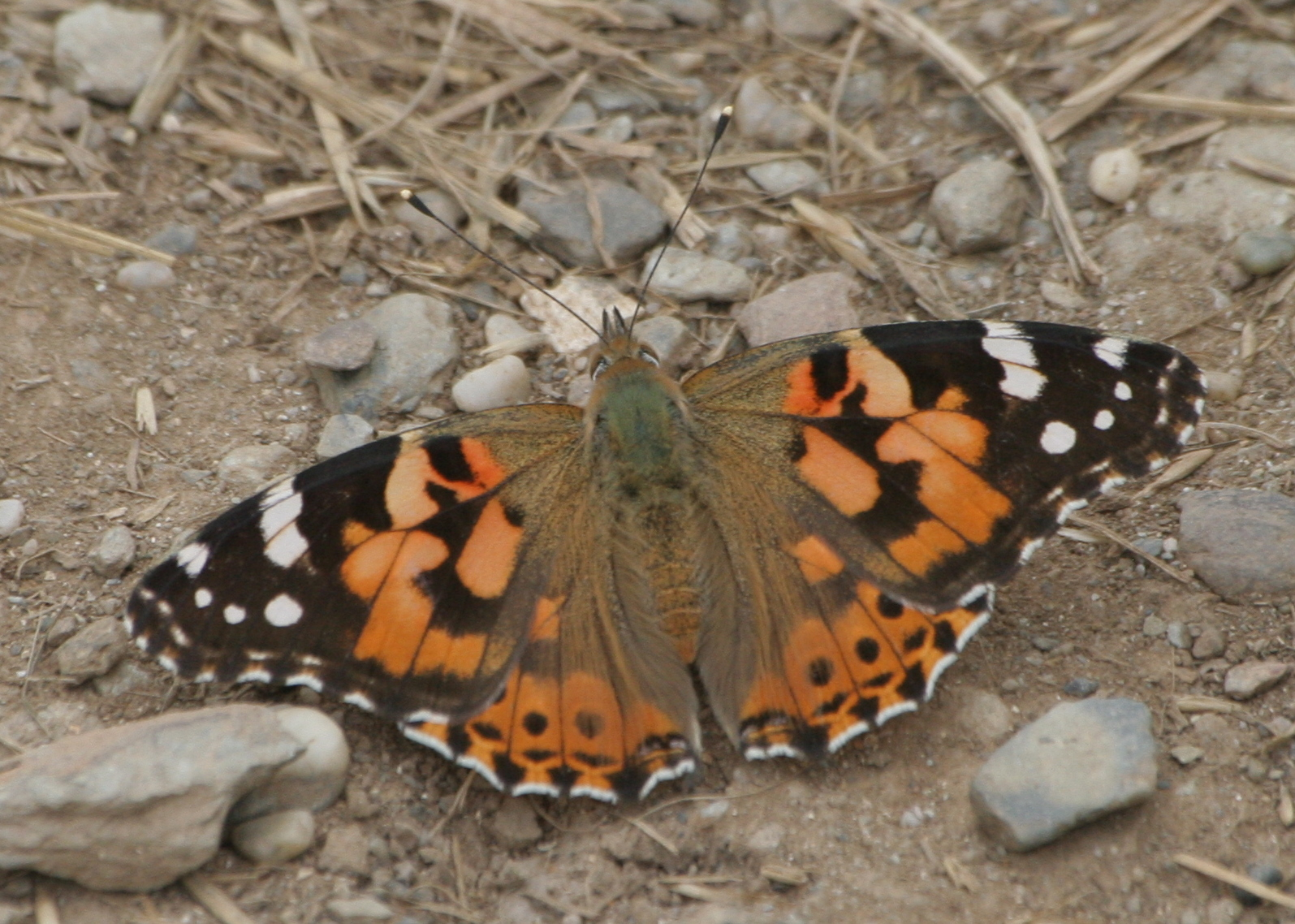
Bogáncslepke
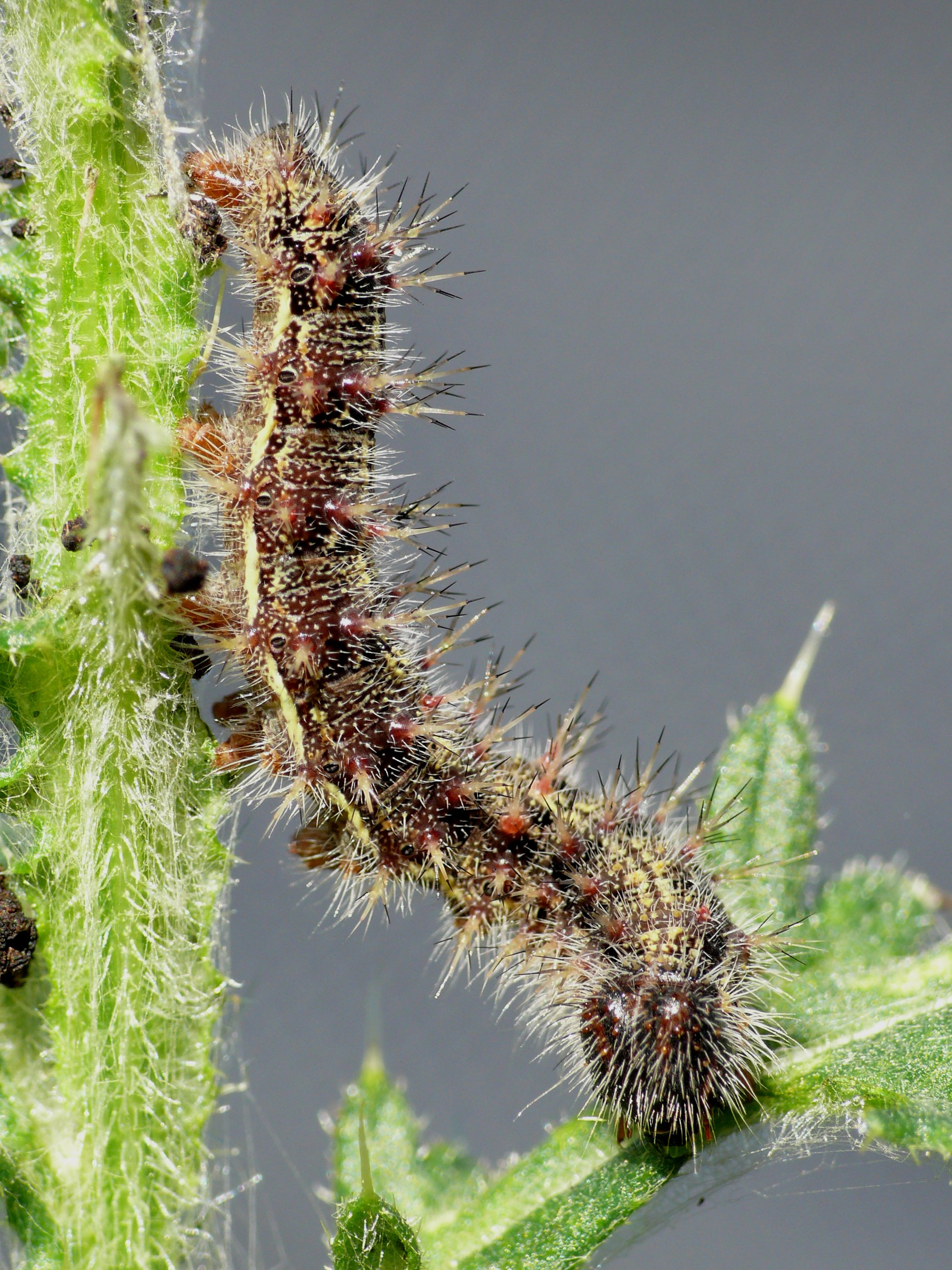
és hernyója